# Idaux-Mendy
Idaux-Mendy en francés, Idauze-Mendi en euskera, es una localidad y comuna francesa situada en el departamento de Pirineos Atlánticos, en la región de Aquitania y en el territorio histórico vascofrancés de Sola.
En Idauze-Mendi tiene lugar anualmente desde 1996 cada primer fin de semana de julio, el festival de música y cultura EHZ organizado por la asociación Euskal Herria Zuzenean.

## Demografía
| Gráfica de evolución demográfica de Idaux-Mendy entre 1800 y 2012 |
|                                                                   |

El resultado del año 1800 es la suma final de todos los datos parciales obtenidos antes de la creación de la comuna (27 de junio de 1842).
Fuentes: Ldh/EHESS/Cassini e INSEE.

## Economía
La principal actividad es la agrícola (ganadería, pastos)